# Bexhill-on-Sea
Bexhill lub Bexhill-on-Sea – miasto w Anglii, w hrabstwie East Sussex, w dystrykcie Rother, położone nad kanałem La Manche. W 2001 roku liczyło 39 451 mieszkańców. Bexhill jest wspomniana w Domesday Book (1086) jako Bexelei.